# Американска траурна скатия
Американската траурна скатия, още златиста скатия (Spinus tristis), е вид птица от семейство чинкови (Fringillidae).

## Разпространение и местообитание
Видът е разпространен в по-голямата част от Северна Америка, включително по бреговете на Мексиканския залив. Те са често срещан вид, дори в близост до обитавани от хората зони.

## Хранене
Хранят се главно със семена.